# 枣庄镇
枣庄镇，是中华人民共和国安徽省阜阳市颍东区下辖的一个乡镇级行政单位。

## 行政区划
枣庄镇下辖以下地区：
枣庄社区、蒋楼村、牛庙村、刘庄村、宁桥村、大桥村、李庄村、童庄村和杨寨村。